# حبیب‌الله بهمنی
حبیب‌الله بهمنی (۸ آبان ۱۳۳۶، شیراز) کارگردان و نویسنده و تهیه‌کننده سینما و تلویزیون اهل ایران است.

## زندگی‌نامه
او متولد ۱۳۳۶ در شیراز است. او دارای مدرک لیسانس کارگردانی سینما و فوق لیسانس ادبیات نمایشی می‌باشد.
همزمان با پایان جنگ به تحصیل، تحقیق، نگارش و نقادی سینما پرداخت و با نویسندگی و کارگردانی چند فیلم کوتاه ویدئویی و ۱۶ م م کارش را ادامه داد که ساخت سری برنامه‌های آموزشی برای نیروهای نظامی و انتظامی از آن جمله‌اند. فعالیت در سینمای حرفه‌ای را از سال ۱۳۷۰ با بازی در فیلم وصل نیکان شروع کرد.
با مشارکت شفیع آقا محمدیان دفتر تولید «بصیرفیلم» را تأسیس کرده‌است.
او در مراسم اختتامیه نخستین جشنواره هنری ایران ۱۴۰۴ که دهم بهمن ۱۳۹۰ در تالار اندیشه حوزه هنری برگزار شد مورد تقدیر قرار گرفت.
دارای سابقه تدریس دروس کارگردانی، فیلمنامه، تدوین و مستندسازی در دانشگاه‌های علم و فرهنگ، سوره و علمی کاربردی می‌باشد.
دارای سابقه مدیریت گروه سینما در دانشگاه‌های علم و فرهنگ و سوره می‌باشد.
دارای سابقه عضویت در شوراهای انتخاب و داوری فیلم جشنواره‌های فجر، مقاومت، فیلم کوتاه تهران و بسیاری از جشنواره‌های فیلم در ایران می‌باشد
برنده جایزه بهترین کارگردانی برای فیلم سیب و سلما از بخش تجلی اراده ملی جشنواره فیلم فجر، جایزه نقره جشنواره فیلم جهان اسلام از مالزی می‌باشد.
در فیلم خوش رنج که با موسسه بیطرف فیلم همکاری می کرد از بازیگرانی چون رامین الماسی و محبوب محمودی استفاده کرد

## فیلم‌شناسی
| سال  | عنوان                  | سمت      | سمت     | سمت     | سمت       | سمت    | سمت |
| سال  | عنوان                  | کارگردان | نویسنده | تدوینگر | تهیه‌کننده | بازیگر | نقش |
| ---- | ---------------------- | -------- | ------- | ------- | --------- | ------ | --- |
| ۱۳۷۰ | وصل نیکان              |          |         |         |           | آری    | آری |
| ۱۳۷۲ | رانندهٔ سفیر            | آری      | آری     |         | آری       |        |     |
| ۱۳۷۳ | مروارید سیاه           | آری      | آری     |         | آری       |        |     |
| ۱۳۷۴ | فرار از جهنم           |          | آری     |         |           |        |     |
| ۱۳۷۶ | تارهای نامرئی          | آری      | آری     |         | آری       |        |     |
| ۱۳۸۰ | زندانی ۷۰۷             | آری      | آری     |         | آری       | آری    |     |
| ۱۳۸۱ | عروس خوش‌قدم            |          |         |         | آری       |        |     |
| ۱۳۸۲ | وعده دیدار             |          |         |         |           | آری    |     |
| ۱۳۸۲ | شب کایت‌ها              | آری      |         | آری     |           | آری    |     |
| ۱۳۸۹ | سیب و سلما             | آری      |         |         |           |        |     |
| ۱۳۹۵ | خوش رنج                | آری      | آری     |         | آری       |        |     |
| ۱۳۸۵ | مهربانو                | آری      |         |         |           |        |     |
| ۱۳۸۸ | تروریست                | آری      | آری     |         |           |        |     |
| ۱۳۸۹ | زندگی ارمغان خداست     | آری      |         |         |           |        | آری |
| ۱۳۸۷ | عقاب در گردباد         | آری      | آری     |         | آری       |        |     |
| ۱۳۸۶ | طلوع از مغرب           | آری      | آری     |         |           |        |     |
| ۱۳۷۲ | آخرین شناسائی          |          |         |         |           |        | آری |
| ۱۳۸۰ | خبرنگار خارجی          |          |         |         |           |        | آری |
| ۱۳۸۲ | آن مرد آمد             |          |         |         |           |        | آری |
| ۱۳۷۴ | همیشه عاشورا           |          |         |         |           |        | آری |
| ۱۳۷۰ | کجانید ای شهیدان خدائی |          |         |         |           |        | آری |
| ۱۳۸۱ | وعده دیدار             |          |         |         |           |        | آری |